# Киер, Николай
Николай Киер (норв. Nicolai Kiær; 2 апреля 1888, Кристиания — 29 мая 1934, Осло) — норвежский гимнаст, серебряный призёр летних Олимпийских игр 1908 года.
На Играх 1908 года в Лондоне Киер участвовал только в командном первенстве, в котором его сборная заняла второе место.